# Спорт в Восточном Тиморе
Восточный Тимор — относительно новая страна. Так как это также одна из самых бедных стран, профессиональный спорт слаборазвит. Финансирования иногда не хватает на элементарный спортивный инвентарь.

## Виды спорта
Самый популярный вид спорта в Восточном Тиморе — футбол. Восточнотиморские спортсмены также регулярно занимаются марафоном и боксом. Многие молодые люди занимаются боевыми искусствами, которые традиционно распространены в регионе. Популярны петушиные бои, в которых ставки делаются в том числе на деньги.

### Баскетбол
Национальная федерация баскетбола Восточного Тимора (порт. Federação Nacional de Basquetebol de Timor-Leste) в 2013 года присоединилась к зоне Азия Международной федерации баскетбола, но в 2016 году перешла в зону Океания.

### Боевые искусства
Некоторые молодёжные банды Восточного Тимора выступают в качестве клубов боевых искусств. Исследование 2006 года показывает, что количество членов только 15-20 основных групп боевых искусств составляет 20 тысяч человек, при этом, по оценкам, ещё 90 тысяч человек являются незарегистрированными членами. Это значит, что 70 % тиморских юношей занимаются боевыми искусствами. Из-за высокого уровня бандитизма в 2008 году был принят закон, строго регламентирующий занятия боевыми искусствами. Все национальные состязания организует Ассоциация боевых искусств Восточного Тимора (порт. Associação de Artes Marciais Timor-Leste).
Первым восточнотиморским (официально первым индонезийским) боксёром, боровшимся за титул чемпиона мира по версии Всемирного боксёрского совета, стал Томас Америку, выступавший в суперлёгкой весовой категории (проиграл бой Солу Мамби).

### Велоспорт
На протяжении десяти лет проводился Тур де Тимор — одна из самых сложных гонок на горных велосипедах в мире. Первая гонка прошла с 24 по 28 августа 2009 года на дистанции в 450 километров и была приурочена к десятой годовщине референдума по самоопределению 1999 года. В гонке приняло участие почти 300 велосипедистов из 15 стран, в 2010 году число участников составило 350 человек из 16 стран. Организацией гонки, как и других велосоревнований занималась Федерация велоспорта Восточного Тимора (порт. Federação Ciclismo Timor-Leste).

### Гандбол
Федерация гандбола Восточного Тимора (Federação de Andebol de Timor-Leste) в 2017 году присоединилась к Международной федерации гандбола.

### Зимний спорт
Из-за экваториального типа климата зимние виды спорта в Восточном Тиморе не практикуются. Но в 2012 году во Франции была основана Федерация лыжного спорта Восточного Тимора (порт. Federação de Ski de Timor-Leste). В 2014 году Йоанн Гутт Гонсалвеш стал первым представителем страны на зимних Олимпийских играх. Первый чемпионат Восточного Тимора по горным лыжам был проведён в 2017 году в боснийском Пале, а два последующих — в итальянском Санта-Катерина Вальфурва.

### Марафон
Наряду с боксом и тяжёлой атлетикой марафон был одной из трёх дисциплин, в которой на летних Олимпийских играх 2000 спортсмены Восточного Тимора выступали как индивидуальные олимпийские атлеты. 20 июня 2010 года прошёл первый Дилийский марафон.

### Плавание
Организацией национальных соревнований по плаванию занимается Национальная федерация плавания Восточного Тимора (порт. Federação Natação de Timor-Leste). На чемпионат мира 2019 года от страны отправились Домингос Ремедиу, Имельда Хеменес и Жозе да Силва. Последние два спортсмена также отправились на летние Олимпийские игры в Токио.

### Скачки
Ежегодно в Таситолу проводятся скачки.

### Футбол
Федерация футбола Восточного Тимора была основана в 2000 году, в 2002 присоединилась к АФК, а в 2005 — к ФИФА.
Первой из национальных сборных по футболу, одержавших победу в официальном международном матче, стала сборная до 23 лет, 5 ноября 2011 года победившая сборную Брунея до 23 лет со счётом 2:1. Первая сборная одержала первую победу в Чемпионате АСЕАН 2012 над сборной Камбоджи со счётом 5:1; эта встреча также стала самой крупной победой сборной. В 2018 году сборная до 21 года выиграла молодёжный трофей АСЕАН имени Хассанала Болкиаха.
Высшей лигой Восточного Тимора по футболу является Лига футбола Восточного Тимора (порт. Liga Futebol Timor-Leste), преемница Лиги футбола Амадора (порт. Liga Futebol Amadora). Высшей женской лигой по футболу является Женская лига футбола Восточного Тимора (порт. Liga Futebol Feto Timor-Leste).

## Членство в международных спортивных ассоциациях
Восточный Тимор состоит во многих международных спортивных ассоциациях, в том числе и в Международном олимпийском комитете. Отправкой спортсменов на Олимпийские игры занимается Восточнотиморский олимпийский комитет. Федерация лёгкой атлетики Восточного Тимора (порт. Federação Timor-Leste de Atletismo) состоит в Международной ассоциации легкоатлетических федераций, а Федерация бадминтона (порт. Federação de Badminton de Timor-Leste) — в Международной федерации бадминтона. Кроме того, Восточный Тимор является полноправным членом Международной федерации тяжёлой атлетики и Международной федерации настольного тенниса.